# 묵시록의 여인

페테르 파울 루벤스가 그린 묵시록의 여인으로 등장한 성모 마리아. 그림 속에서 성모는 흰색 드레스와 푸른색 외투를 입었으며, 발로 뱀의 머리를 밟아 부수어뜨리고 있다.

묵시록의 여인은 신약성경의 요한 묵시록 12장 1절~18절에 등장하는 인물이다.
| “ | 그리고 하늘에 큰 표징이 나타났습니다. 태양을 입고 발밑에 달을 두고 머리에 열두 개 별로 된 관을 쓴 여인이 나타난 것입니다. 그 여인은 아기를 배고 있었는데, 해산의 진통과 괴로움으로 울부짖고 있었습니다. 또 다른 표징이 하늘에 나타났습니다. 크고 붉은 용인데, 머리가 일곱이고 뿔이 열이었으며 일곱 머리에는 모두 작은 관을 쓰고 있었습니다. 용의 꼬리가 하늘의 별 삼분의 일을 휩쓸어 땅으로 내던졌습니다. 그 용은 여인이 해산하기만 하면 아이를 삼켜 버리려고, 이제 막 해산하려는 그 여인 앞에 지켜 서 있었습니다. 이윽고 여인이 아들을 낳았습니다. 그 사내아이는 쇠 지팡이로 모든 민족들을 다스릴 분입니다. 그런데 그 여인의 아이가 하느님께로, 그분의 어좌로 들어 올려졌습니다. 여인은 광야로 달아났습니다. 거기에는 여인이 천이백육십 일 동안 보살핌을 받도록 하느님께서 마련해 주신 처소가 있었습니다. 그때에 하늘에서 전쟁이 벌어졌습니다. 미카엘과 그의 천사들이 용과 싸운 것입니다. 용과 그의 부하들도 맞서 싸웠지만 당해 내지 못하여, 하늘에는 더 이상 그들을 위한 자리가 없었습니다. 그리하여 그 큰 용, 그 옛날의 뱀, 악마라고도 하고 사탄이라고도 하는 자, 온 세계를 속이던 그자가 떨어졌습니다. 그가 땅으로 떨어졌습니다. 그의 부하들도 그와 함께 떨어졌습니다. 그때에 나는 하늘에서 큰 목소리가 이렇게 말하는 것을 들었습니다. “이제 우리 하느님의 구원과 권능과 나라와 그분께서 세우신 그리스도의 권세가 나타났다. 우리 형제들을 고발하던 자, 하느님 앞에서 밤낮으로 그들을 고발하던 그자가 내쫓겼다. 우리 형제들은 어린양의 피와 자기들이 증언하는 말씀으로 그자를 이겨 냈다. 그들은 죽기까지 목숨을 아끼지 않았다. 그러므로 하늘과 그 안에 사는 이들아, 즐거워하여라. 그러나 너희 땅과 바다는 불행하다. 시간이 얼마 남지 않은 것을 깨달은 악마가 큰 분노를 품고서 너희에게 내려갔기 때문이다.” 용은 자기가 땅으로 떨어진 것을 알고, 그 사내아이를 낳은 여인을 쫓아갔습니다. 그러나 그 여인에게 큰 독수리의 두 날개가 주어졌습니다. 그리하여 그 여인은 광야에 있는 자기 처소로 날아가, 그 뱀을 피하여 그곳에서 일 년과 이 년과 반 년 동안 보살핌을 받았습니다. 그 뱀은 여인의 뒤에다 강물 같은 물을 입에서 뿜어내어 여인을 휩쓸어 버리려고 하였습니다. 그러나 땅이 여인을 도왔습니다. 땅은 입을 열어 용이 입에서 뿜어낸 강물을 마셔 버렸습니다. 그러자 용은 여인 때문에 분개하여, 여인의 나머지 후손들, 곧 하느님의 계명을 지키고 예수님의 증언을 간직하고 있는 이들과 싸우려고 그곳을 떠나갔습니다. 그리고 용은 바닷가 모래 위에 자리를 잡았습니다. | ” |

## 해석
오늘날 많은 주석가들은 계시록의 여인이 직접적으로 교회를 의미하고, 그녀가 낳은 사내아이는 하나님을 믿는 백성들을 표상하는 것으로 보고 있다. 구약성경에는 어떤 도시나 백성을 여자로 의인화하는 경우가 많이 있으며, 신약성경에도 사도바울이 하늘에 있는 예루살렘을 “우리의 어머니”라고 부르고 있으며(갈라 4:26), 요한계시록에도 역시 새 예루살렘을 그리스도의 신부로 묘사하고 있다(계시 21:2). 이러한 견해에 따르면, 계시록 12장 17절에서 여인의 나머지 후손들, 곧 하나님의 계명을 지키고 예수의 증언을 간직하고 있는 이들은 여전히 박해를 받고 있는 그리스도인들과 동일시된다. 해산의 진통은 교회가 당하는 핍박을 상징하는 것이다. ‘태양을 입다’라는 표현은 하느님의 사랑과 보살핌을 뜻하며, 달은 시간을 지배하는 시간의 주인임을 뜻한다. 여인이 쓴 열두 개 별로 된 관은 교회를 건설하는 열두 사도를 의미한다고 본다.
많은 교부들과 교회의 전례 및 전통에서는 이 여인이 간접적으로는 하늘나라로 들어 올림을 받음으로써 ‘천상의 모후’이자 ‘하느님의 어머니’, ‘교회의 어머니’로서의 영광을 받은 성모 마리아도 가리킨다고 여겨왔다. 또 다른 학자들은 묵시록의 저자가 이 구절에서 교회의 상징으로서의 마리아를 생각하였으리라고 여기기도 한다. 교황 비오 10세, 교황 비오 12세, 교황 바오로 6세, 교황 요한 바오로 2세 등도 이러한 견해에 동의하였다. 묵시록의 여인을 마리아로 볼 때, 여인이 낳은 “쇠 지팡이로 모든 민족들을 다스릴 분”으로 예정된 사내아이(묵시 12,5)는 예수 그리스도로 해석하게 된다. 그리고 크고 붉은 용이 여인이 아이를 해산하기만 하면 곧바로 삼켜 버리려고 했다는 구절(묵시 12,4)은 헤로데 대왕이 아기 예수를 제거하려고 한 시도(마태 2,16)로 해석된다. 여인의 아이가 “하느님께로, 그분의 어좌로 들어 올려졌다”는 구절(묵시 12,5)은 예수의 죽음과 부활로 해석된다. 여인이 뱀을 피해 광야로 날아갈 수 있도록 큰 독수리의 두 날개를 받은 일(묵시 12,14 참조)에 대해 어떤 주석가들은 이 구절이 마리아가 하느님에 의해 죄악과 악마의 위협으로부터 보호를 받은 것을 나타낸다고 주장했으며, 또 다른 주석가들은 이 구절을 성가정이 헤로데의 손길을 피해 이집트로 피신한 사실(마태 2,13-15 참조)을 묘사하는 정형화된 이야기로 이해하기도 했다.

## 같이 보기
- 과달루페의 성모